# Parasiccia punctatissima
Parasiccia punctatissima är en fjärilsart som beskrevs av Gustave Arthur Poujade 1886. Parasiccia punctatissima ingår i släktet Parasiccia och familjen björnspinnare. Inga underarter finns listade i Catalogue of Life.